# Raymond Ndong Sima
Raymond Ndong Sima (ur. 23 stycznia 1955 w Oyem) – gaboński polityk, minister rolnictwa w latach 2009–2012, premier Gabonu od 27 lutego 2012 do 24 stycznia 2014 i ponownie od 7 września 2023.

## Życiorys
Raymond Ndong Sima urodził się w 1955 w Oyem jako najmłodszy z pięciorga rodzeństwa. Kształcił się w niższym seminarium Saint Kizito w tym mieście, a następnie w Collège Bessieux w Libreville. W 1981 ukończył ekonometrię na Université Paris-IX Dauphine w Paryżu.
W 1983 powrócił do Gabonu, zostając pracownikiem naukowym w Dyrekcji Generalnej ds. Gospodarki. W latach 1992–1994 zajmował stanowisko jej przewodniczącego. W 1986 został mianowany ministrem planowania i gospodarki. Do 1994 był także odpowiedzialny za stosunki Gabonu z Międzynarodowym Funduszem Walutowym oraz Bankiem Światowym.
W latach 1994–1998 pełnił funkcję dyrektora generalnego spółki przemysłowej Hévégab, następnie od 1998 do 2001 kierował spółką kolejową Transgabonais. W 2003 rozpoczął prywatną działalność gospodarczą, zakładając firmę Voyages et Loisirs des Tropiques, zajmującą się transportem pasażerskim.
Po zaangażowaniu się w działalność polityczną objął mandat deputowanego do Zgromadzenia Narodowego z ramienia Gabońskiej Partii Demokratycznej (PDG). Pełnił także funkcję radnego miasta Oyem. 17 października 2009 objął stanowisko ministra rolnictwa, rybołówstwa i rozwoju wiejskiego w rządzie premiera Paula Biyoghé Mby.
27 lutego 2012 został mianowany przez prezydenta Alego Bongo na urząd szefa rządu. Jego nominacja nastąpiła po wygranej PDG w wyborach parlamentarnych w grudniu 2011 i zwyczajowym złożeniu dymisji przez poprzedni gabinet.
7 września 2023, w następstwie zamachu stanu, który odsunął od władzy Alego Bongo, puczyści mianowali Ndonga Simę szefem kolejnego rządu. Jego nominację zatwierdził tymczasowy prezydent, generał Brice Clotaire Oligui Nguema. 4 maja 2025 roku zrezygnował z funkcji premiera.